# Irene Sáez
Irene Lailin Sáez Conde (Caracas, 13 dicembre 1961) è un'ex modella e politica venezuelana.
Vincitrice del concorso di bellezza Miss Universo 1981, per due mandati è stata sindaco della città di Caracas e dei quartieri ricchi del piccolo municipio Chacao. Fu candidata nel 1998 alla presidenza della Repubblica del Venezuela e nel 2000 al posto di governatore dello stato Nueva Esparta.

## Miss Universo 1981
Irene Sáez acquisisce una enorme popolarità nel Venezuela dopo aver vinto il concorso di bellezza di Miss Universo a New York nel 1981. In quell'anno un'altra venezuelana, Pilín León, vinceva il concorso di Miss Mondo. I venezuelani da molto tempo sono affascinati dai concorsi di bellezza mondiali, ed il doppio trionfo ottenuto quell'anno, manda alle stelle la popolarità della Sáez.

## Carriera
Dopo avere studiato "Estudios Politicos y Administratívos" (Scienze Politiche) nell'Universidad Central de Venezuela, Sáez diventa sindaco del Municipio Chacao nella città di Caracas. Venne rieletta sindaco. La sua opera è diventata famosa nel mondo perché ampiamente pubblicizzata come fatto curioso e stravagante. Le persone che l'appoggiano politicamente mettono in risalto un'intensa opera di presa di coscienza civica, la creazione di un corpo di polizia rispettato, e molte migliorie estetiche del municipio. I suoi critici affermano che è stato un prodotto mediatico, che alla sua opera venne data una pubblicità eccessiva, considerando che il municipio era piccolo, abitato da persone di alto livello economico e sociale, alti redditi fiscali, bassa densità di popolazione, e pochi problemi municipali davvero complessi.

### Partecipazione alle elezioni del Venezuela nel 1998
Partecipò alle elezioni presidenziali venezuelane del 1998, in competizione, tra gli altri, con Hugo Chávez, poi eletto presidente. Creò un suo partito, chiamato IRENE (Integrazione e Rinnovo Nuova Speranza) fondato quello stesso anno. Durante la complicata e lunga campagna presidenziale ottenne l'appoggio del partito social-cristiano COPEI (quando questo partito cambia ideologia e sostiene Henrique Salas Römer). Alla fine ottiene appena il 3% dei voti.

### Eletta governatrice della regione Nueva Esparta nel 1999
Nonostante questa sconfitta nel 1999 Irene Sáez si candida per il governo di Nueva Esparta (isola di Margarita) dovuto alla morte repentina dell'allora governatore Rafael "Fucho" Tovar; nei comizi regionali di quello stesso anno, è appoggiata dal partito di sinistra Movimiento V República e da tutte le forze integrate nella coalizione Polo Patriótico. Venne duramente criticata per la disinvoluta con la quale ha transitato in diversi partiti e per il fatto che non sia mai stata domiciliata o residente in Nueva Esparta.
Ma, alla fine tutto questo non le impedisce di candidarsi, e alla fine venne eletta con il 70% dei voti, sconfiggendo il candidato di Acción Democrática Gregorio Boadas, che concluse al 28,91%. Per motivi personali, all'undicesimo mese di mandato rinuncia alla carica di governatrice.
Si ritira definitivamente dalla vita politica nel 2000, contraendo nozze nel giugno del 2006.